# Jasenica (Negotin)
Jasenica es un pueblo ubicado en la municipalidad de Negotin, en el distrito de Bor, Serbia.

## Superficie
Posee una superficie de 27,47 kilómetros cuadrados.

## Demografía
Hasta 2011 la población era de 511 habitantes, con una densidad de población de 18,60 habitantes por kilómetro cuadrado.